# Evangelisch anglicanisme

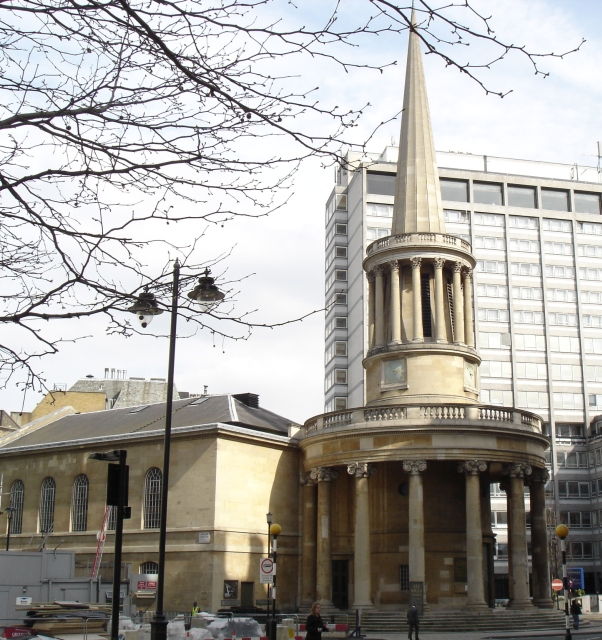
De evangelisch anglicaanse Kerk van Allerzielen, Londen

Het evangelisch anglicanisme (Engels: Evangelical Anglicanism) is een stroming binnen de Anglicaanse Gemeenschap. Evangelische anglicanen hechten in de regel minder waarde aan liturgie, zijn laagkerkelijk ingesteld en minder hiërarchisch dan het anglo-katholicisme. Zij benadrukken veel sterker het protestantse karakter van de anglicaanse kerkgenootschappen. 
Het evangelisch anglicanisme heeft haar wortels in de First Great Awakening in New England, Verenigde Staten van Amerika (18e eeuw). De term "evangelisch anglicanisme" is eigenlijk een parapluterm: ofschoon alle substromingen de nadruk leggen op het protestantse karakter van het historisch anglicanisme, verschillen zij onderling over verschillende zaken. Zo zijn er calvinistische en arminiaanse anglicanen. In de regel erkent men twee sacramenten, doop en avondmaal. De avondmaalsopvatting is die van het reformatorisch protestantisme (geestelijke aanwezigheid van Christus). 
Naast het hoogkerkelijke anglo-katholicisme, liberale protestanten en een grote mindergroep (Broad Church) vormen de evangelische anglicanen binnen de anglicaanse gemeenschap een van de constituerende groepen. 
De huidige aartsbisschop van Canterbury, Justin Welby (*1956) wordt gerekend tot de evangelische groep binnen de Kerk van Engeland. De bekende abolitionist William Wilberforce (1759-1833) was een evangelische anglicaan, net als de Amerikaanse advocaat Francis Scott Key (1779-1843), de schrijver van de tekst van het Amerikaanse volkslied, "The Star-Spangled Banner". Ook de bekende Engelse theoloog N.T. Wright behoort tot de evangelische stroming. 
Zowel in de Verenigde Staten als in Engeland kwam het in de jaren twintig van de vorige eeuw tot een scheuring binnen de evangelisch anglicaanse gelederen: de gematigden onder hen betitelden zichzelf als Liberal Evangelicals. Een vertegenwoordiger van de liberale stroming binnen het evangelische anglicanisme was Vernon Storr (1869-1940); tot de recente vertegenwoordigers kan men Martyn Percy (*1962) rekenen.
Met meer dan 17.000.000 gelovigen is de Kerk van Nigeria niet alleen qua aantal het grootste anglicaanse kerkgenootschap, deze Kerk is ook vrijwel geheel evangelisch.